# TSV Eintracht Stadtallendorf
El TSV Eintracht Stadtallendorf es un equipo de fútbol de Alemania que juega en la Regionalliga Südwest, una de las ligas regionales que conforman la cuarta división de fútbol en el país.

## Historia
Fue fundado en el año 1920 en la ciudad de Stadtallendorf en el estado de Hesse con el nombre FBV Eintracht Allendorf, nombre que usó hasta 1956 luego de que se fusionara con el TuS Blau-Weiss Allendorf para crear al club actual, el cual cuenta también con secciones en otros deportes como atletismo, balonmano, gimnasia, judo, natación y voleibol.
El club en la década de los años 1960s militó en la Landesliga hasta que descendió en 1970, en donde descendieron hasta la sexta división de Alemania en 1991, hasta que en 1998 logran el ascenso a la Hessenliga.
En la temporada 2016/17 terminan en segundo lugar de la Hessenliga, pero logran el ascenso a la Regionalliga Südwest por primera vez en su historia debido a que el SC Hessen Dreieich rechaza la promoción de categoría. Luego de dos temporadas en la cuarta división desciende al terminar en el lugar 17 entre 18 equipos.

## Palmarés
- Landesliga Hessen-Mitte: 1 (V)

2008
- Bezirksoberliga Gießen-Marburg Nord: 1

1998

## Jugadores

### Jugadores Comprados 2018
- Derhonho Jr   10.000.00 POR
- Diego Braman  1000.0789. 00 DEL